# Monaeses
Monaeses là một chi nhện trong họ Thomisidae.